# 先零羌
先零羌，又稱先零戎，為西羌的一支，在西漢時曾與漢人政權發生衝突，長期作戰，燒當羌崛起後逐漸衰落。後融入其餘羌人，西晉末年參與五胡亂華。
汉宣帝时代赵充国就对屡次犯边的先零羌进行军事打击。汉光武帝时代的马援亦是如此。107年，汉朝征发羌人屯戍西域，羌人不满，大举逃亡。滇零与钟羌各部落则大肆抢掠，切断了陇道。汉朝派车骑将军邓骘、征西校尉任尚率军五万伐羌，结果惨败。108年，滇零在北地郡自称天子，招集武都郡参狼羌，和在上郡、西河郡的杂羌，切断陇道，进攻抢掠三辅，并南下进入益州，杀死汉中郡太守董炳。次年，当煎、钟羌、勒姐诸羌进攻临洮。110年，滇零遣兵寇褒中，汉中太守郑勤移屯褒中，来抵抗羌军。111年，先零羌攻打河内郡（河南武陟），洛阳震动。长安一带被羌人破坏殆尽。陇西、陕北诸郡，都被迁移到内地。朝廷决定放弃陇西，被大臣劝阻。112年，滇零去世，他的儿子零昌继位。零昌年龄还小，同族的狼莫为他出主意，以杜季贡任命为将军，分兵驻扎到丁奚城。113年，牢羌在安定郡与侯霸交战。114年，羌人掳掠武都、汉中二郡，返回与零昌会合。先零、号多被侯霸、马贤在枹罕（今甘肃临夏）打败。115年，先零羌与中郎将尹就在益州交战。116年五月廿五，度辽将军邓遵率领南匈奴单于，在灵州进攻零昌，斩杀八百余人。十二月十二，任尚派兵在北地进攻零昌，杀死零昌的妻子儿女，焚烧他们的住舍，将七百余人斩首。117年九月，护羌校尉任尚又收买效功羌人号封，刺杀了零昌。朝廷封号封为羌王。十二月廿五，任尚与骑都尉马贤在富平县大败狼莫的羌军，斩杀五千人，狼莫逃走。于是西河郡的羌族虔人部一万人前往度辽将军邓遵处归降，陇右平定。118年，度辽将军邓遵收买上郡羌雕何刺杀了狼莫，朝廷将雕何封为羌侯。十余年间，为了平定羌人，军费开支共计二百四十多亿，国库枯竭，边疆及内地百姓的死亡人数多得无法统计，并州、凉州两州因之空虚衰败。184年，先零羌參與了北宮伯玉之亂。

## 族屬考證
《世本》記載，先零羌為鬼方後代。